# 福洛馬納
福洛馬納（法語：Folomana），是馬里的城鎮，位於該國中部，由塞古區的馬西納省負責管轄，面積146平方公里，海拔高度274米，2009年人口10,478，人口密度每平方公里72人。